# Wolseley 16/45
Der Wolseley 16/45 war ein Mittelklasse-PKW, den Wolseley 1927 als ersten Sechszylinderwagen mit obenliegender Nockenwelle herausbrachte.

## 16/45 hp
Sein Sechszylinder-Reihenmotor besaß einen Hubraum von 2.025 cm³. Der Wagen hatte einen Radstand von 2.972 mm. Sein Aufbau war 4.445 mm lang,1.791 mm breit und sein Fahrgestell (ohne Aufbau) wog 914 kg. Seine Höchstgeschwindigkeit lag bei 95 km/h.

## Viper
Nur im Modelljahr 1931 gab es eine stärkere Ausführung des 16/45 hp namens Wolseley Viper. Der ansonsten baugleiche Wagen war mit zwei SU-Vergasern ausgestattet, während der 16/45 hp nur einen hatte.
1933 ersetzte der fast baugleiche Sixteen den 16/45 hp.